# GROOVER (ゲームブランド)
GROOVER（グルーバー）はかつて存在したアダルトゲームブランド。「グリーングリーン」シリーズで知られていた。

## 概要
2001年にフロントウイングから制作を受注していた有限会社ガンホーにより、独自ブランドとして設立された。
2006年発売の「鐘ノ音ダイナティック」を最後に新作のリリースが途絶えており、発売済み作品のサポートも終了。2008年3月31日に公式サイトが閉鎖された。スタッフの多くがそのままOVERDRIVEに移動しており、OVERDRIVEが実質の後継ブランドといえる。

## 作品一覧
- グリーングリーン
  - グリーングリーン2 恋のスペシャルサマー
  - グリーングリーン3 ハローグッバイ
  - 鐘ノ音ダイナティック
- Gonna Be?? - 後にCGを追加したDVD-ROM版が発売された
- Kissing!! under the mistletoe - 発売の半年後、開発･発売元だった「Valhalla」を運営していた会社が解散となったため販売の終了とサポートの打ち切りを余儀なくされた。